# 髙田明
髙田 明（たかた あきら、1948年11月3日 - ）は、日本の実業家。
ジャパネットたかたの創業者で、同社が制作するテレビ・ラジオショッピング番組のMCとしても知られた。
2015年1月16日まではジャパネットたかた初代代表取締役社長、2017年4月25日から2020年1月1日まではV・ファーレン長崎代表取締役社長を務めた。
現在は株式会社A and Live（エーアンドライブ）の代表取締役社長を務める。

## 来歴

### 生い立ち
1948年11月3日、長崎県平戸市でカメラ店経営者の父の下、4人兄弟の次男として生まれる（他の兄弟は兄、弟、妹）。明治節に生まれたことから明と命名される。
平戸市立平戸小学校、平戸市立平戸中学校、長崎県立猶興館高等学校卒業後、大阪経済大学経済学部に進学する。大学時代は英語の勉強に明け暮れた（このことが電子辞書を売るきっかけになったと本人は語っている）。
卒業後、京都府内の産業用機械メーカー・阪村機械製作所に入社し、同社貿易部社員として1972年から約8か月間、西ドイツ・デュッセルドルフで海外赴任を経験する。この頃、翻訳会社を設立しようと退社したが挫折している。

### 「カメラのたかた」から独立
平戸へ帰郷した高田は、1974年から兄弟で実家のカメラ店「カメラのたかた」を手伝っていた。
30歳で佐世保市に「カメラのたかた」支店を出店し移住、1986年1月、「カメラのたかた」から独立し、同市三川内本町で「株式会社たかた」を設立。1999年までは、実父・政雄が同社の会長を務めていた。
「株式会社たかた」では、カメラフィルムの「即日現像・手渡し」を旗印に、カメラ販売で業績を拡大。また、一般家庭へのビデオカメラの普及を機に、ソニーの特約店になる。さらに、カラオケブームの到来に合わせて、パイオニアのカラオケセットを販売。

### 「ジャパネットたかた」のスタート
1990年、明は知人を通じて、長崎放送が始めるラジオショッピング番組内への出演を依頼された。この放送でコンパクトカメラを販売したところ、5分の放送で50台が売れたことが、通信販売に進出するきっかけとなった。
1994年6月にはテレビショッピングに進出し、テレビ長崎にて放送を開始。1999年5月に社名の「たかた」を現在の「ジャパネットたかた」に改め、2001年には前述の長崎放送で第1回生放送テレビショッピングを開始した。
ジャパネットたかたでは、佐世保市日宇町の本社屋内に設けたスタジオを中心に、自社運営のスタジオで日本全国のテレビ・ラジオ局に向けてショッピング番組を制作。明自身も、「代表取締役社長 高田明」として、肥筑方言訛りの甲高い語り口で商品を紹介していた。やがて、紹介や放送の機会が増えるにつれて、高田の存在や語り口が広く知られるようになった。

### 社長交代に至るまで
2010年12月期に過去最高の売上高（1,789億円）を記録。しかし、売上の6割を占めてきたテレビの販売が不振に陥るなどの影響で、2011年度から2年連続で売上高が減少した。この状況に危機感を抱いた高田は、2013年を「覚悟の年」と位置付けたうえで、2013年度中に過去最高益を出せなければ社長を退任することをインタビューや出演番組などで公言していた。同年12月期決算の時点で、過去最高益となる約150億円以上の経常利益を達成する見通しが立ったことから、「長くても2年（後の2015年度までに勇退する）」という条件付きで社長職を続けていた。
妻はジャパネットの元副社長で、子供は3人。長男の髙田旭人は2003年に入社し、2012年から副社長と東京オフィスの代表を兼務していた。2013年頃からは、明が出演する番組において、旭人が「次期社長」として紹介されることがあった。明自身は後継の社長職を、旭人に任せる意向を明らかにしていた。
2014年7月11日、ジャパネットの創立記念日である2015年1月16日で、代表取締役社長職を旭人に交代することが明らかになった。現に同社では、2015年1月16日付で上記の人事を発表するとともに、コーポレートロゴを英字表記の「Japanet TAKATA」に改めている。

### 社長からの退任後
社長職を旭人へ交代したことを機に経営の一線から退いてからも、自社制作のテレビ・ラジオショッピング番組へのレギュラー出演を継続。旭人が社長就任前からショッピング番組に出演しない方針を取っているのに対して、明は2016年1月15日・16日に生放送の『楽しいのが ジャパネット』（創業30周年を記念した自社運営チャンネル「ジャパネットチャンネルDX」での30時間特別番組） までMCを務めた。
その一方で、ジャパネット社長からの退任に伴って同社に籍を残さなかったため、個人事務所の「A and Live」を設立。ショッピング番組へのレギュラー出演終了後は、「A and Live」を窓口に講演活動を展開している。2016年1月30日からは、ジャパネット提供の『おさんぽジャパネット』（日本各地の名産品の紹介を兼ねてBSフジで月に1回程度放送される紀行ロケ番組） へ定期的に登場している。また、他の放送局が制作する番組にも、「元・通販会社（ジャパネットたかた）社長」という肩書で折に触れて出演するようになった。
最も、「A and Live」の設立当初からジャパネットの要請・状況次第で同社のショッピング番組にも不定期で登場することを示唆していた。2016年4月に熊本地震が発生。この事態を受けて同社が被災地の復興支援プロジェクトを開始したことから、同月21日には、明がテレビ・ラジオのショッピング番組へ特別に出演した。旭人やジャパネットの社員などからの要請による出演で、番組内ではプロジェクトの立ち上げを発表するとともに、視聴者に支援への協力を呼びかけた。
2016年春からは、地元の長崎県にある九十九島パールシーリゾートからの依頼で「九十九島特命宣伝部長」に就任。同年7月からは、同リゾートの九州ローカル向けCMに出演している。
ジャパネットたかたが創業35周年を迎える2021年には「ジャパネット35周年　創業記念セール」開催の告知と、「ジャパネットカード」のPRを兼ねた同社のテレビCM（1月限定放送）で、創業者として本社のスタジオで高橋みなみと共演している。

### V・ファーレン長崎社長時代
2017年4月25日付で、JリーグのV・ファーレン長崎（以下「クラブ」と略記）を運営する株式会社V・ファーレン長崎（以下「運営会社」と略記）の代表取締役社長に就任した。スポンサーであったジャパネットホールディングス（ジャパネットたかたの持株会社）が、運営会社の第三者割当増資引き受けと既存株主からの株式譲受を通じて、運営会社の完全子会社化へ踏み切ったことによる。
高田が経営の現場へ復帰した背景には、運営会社を巡って2017年のJリーグ開幕前から債務超過や所属選手への給与未払い危機などが、相次いで発覚したことが挙げられる。運営会社は、高田の社長就任を機に経営の再建を進めながら、クラブの環境を改善。高田自身は、ホームゲームを中心に、試合会場や街頭でのPR活動にも積極的に関わった。2013年からJ2リーグにとどまっていたクラブも、高田が視察した同年11月11日の同リーグホーム最終戦・対カマタマーレ讃岐戦（トランスコスモススタジアム長崎）での勝利によって、クラブ史上初のJ1リーグ昇格を自動昇格で決めた。
2018年には、長崎駅の近くにある三菱重工業長崎造船所幸町工場跡地の再開発計画を発表。クラブが新しい本拠地として使用することを前提に、サッカー専用のスタジアムを建設することを伴う計画で、クラブの新たな活動拠点の整備構想にも着手した（V・ファーレン長崎#練習場参照）。
しかし、2019年11月3日（自身の71歳の誕生日）にニッパツ三ツ沢球技場でクラブのアウェーゲーム（J2リーグの対横浜FC戦）を視察した後、翌2020年1月1日付で 運営会社の社長を退任することを発表した。就任時から3年程度の在任を想定していたとのことで、前述した累積赤字の解消や経営体質の強化に目途が立ったことから、自身より今後想定される経営状況へ見合った人物に社長を任せることを決めたという。
実際には、ジャパネット関連会社の社長を務めていた髙田春奈（明の長女）が2020年1月2日付で運営会社の社長へ就任した。明自身は、社長を退任してからも「サッカー夢大使」としてクラブの後方支援活動に携わっている。

## 主な出演番組

### テレビ番組

#### 現在のレギュラー番組
- おさんぽジャパネット（BSフジ、2016年1月30日 - ）
- Pint金曜日「髙田明の今だから」（長崎放送、2020年5月15日から期間限定でリモート生出演）

#### 過去に出演した放送局制作の番組
※ ジャパネットたかた制作分以外で出演した番組を記載 
- 2003年
  - 6月2日:『スーパーテレビ情報最前線』「潜入!通販ワールド巨大市場の秘密公開」（日本テレビ）。「業界の風雲児・高田明社長に密着!」として放送。
- 2006年
  - 1月1日:『がっちりマンデー!!』「大がっちりマンデー!! カリスマ社長全員集合新年会スペシャル」（TBS）
  - 10月30日：『日経スペシャル カンブリア宮殿』「テレビ通販の話術師」（テレビ東京）[50]。「テレビ通販の話術師」として出演。セールストークの極意を語った。
- 2007年
  - 5月22日:『週刊オリラジ経済白書』（日本テレビ）
  - 12月30日:『がっちりマンデー!!』（TBS）「大がっちりマンデー!! スゴイ社長 大集合! どこよりも早い新年会スペシャル」
- 2008年
  - 3月7日:『さんまのまんま』「アンタ意外と毒舌なのね!!テレショップ高田社長」（関西テレビ）[注 3]
  - 5月26日:『カルチャーSHOwQ〜21世紀テレビ検定〜』「通信販売」（独立UHF局）。放送開始からPT扱いでジャパネットのCMを放送していた関係で、VTRを通じてコメント出演。同社の通信販売について語った。
  - 7月18日:『R30』（TBS）
- 2010年
  - 9月11日：『〜あらゆる世界を見学せよ〜潜入!リアルスコープ』「禁断の（秘）世界に衝撃の潜入!「ジャパネットたかた」年商1500億円の（秘）販売術」（フジテレビ）
  - 12月26日：『がっちりマンデー!!』「大がっちりマンデー!! 儲かり社長が大集合! 1時間スペシャル!!」（TBS）
- 2011年
  - 2月20日：『たかじんNOマネー〜人生は金時なり〜』「通販マネー大解剖」（テレビ大阪）
  - 4月16日：『マイケル・サンデル究極の選択』「大震災 特別講義〜私たちはどう生きるべきか〜」（NHK総合）
  - 9月4日：『ソロモン流』（テレビ東京）
- 2012年
  - 2月18日：『マイケル・サンデル究極の選択』「お金で買えるもの 買えないもの」（NHK総合）
  - 3月26日：『視点・論点』「シリーズ・職の選択（1）“今”を大切に全力で取り組む」（NHK総合）
  - 5月4日：『中居正広の金曜日のスマたちへ』（TBS）
- 2013年
  - 2月21日・28日：『仕事学のすすめ』（NHK Eテレ）
  - 4月22日：『BSニュース 日経プラス10』（BSジャパン）。番組内の「トーク+」に、「最高収益か辞任か? たかた社長が決戦の年を語る」というテーマで出演。
  - 6月25日：『日経スペシャル ガイアの夜明け』（テレビ東京） 。明本人に加えて、ジャパネットたかたの東京オフィスと長男の旭人も特集。「2013年度中に同社が過去最高益を達成しなければ社長を辞任する」と公言した。
- 2015年
  - 1月25日：『課外授業 ようこそ先輩』（NHK Eテレ） 。各界の著名人が母校を訪れ教壇に立つ番組[51]。「伝わるってなんだろう?」をテーマに長崎県平戸市立平戸小学校で収録した[2][52]。
  - 2月28日：『車窓で発掘!わざわざ遺産』（関西テレビの特別番組）。テレビ局制作の番組では初めて、全編にわたってナレーションを担当[53]。
  - 6月2日・9日：『先人たちの底力 知恵泉』（NHK Eテレ）
- 2016年
  - 2月12日：『ちちんぷいぷい』（毎日放送）。当時編成されていた北海道放送との同時ネットパート（15時台前半）内のコーナー「今日の女心」の特別企画として、総合司会の1人である河田直也（毎日放送アナウンサー）が佐世保オフィスを事前に取材した模様を紹介。河田による明への単独インタビューも放送した。ちなみに、放送から1年5か月後の2017年6月1日からは、ジャパネットたかたのMC社員が同社のスタジオから出演する「生放送テレビショッピング」を（祝日を除く）月 - 金曜日のレギュラーコーナーとして内包。
  - 2月16日：『ガイアの夜明け』（テレビ東京）。「明から旭人への世代交代」をテーマに、明にとって事実上最後のテレビショッピング番組出演（前述）の模様や、明から社長を引き継いだ旭人の仕事振りなどに密着した模様を放送。
  - 3月19日：『もしもツアーズ』（フジテレビ）。ジャパネットたかたの本社と同じ佐世保市内にあるハウステンボスを平愛梨・ウド鈴木（キャイ〜ン）・川島章良（はんにゃ）・玉森裕太（Kis-My-Ft2）・鈴木砂羽・蛭子能収が紹介した際に、園内のガイド役で「ジャパネットたかた元社長 高田明」として登場。
  - 4月27日：『探検バクモン』「ハウステンボス！テーマパークV字回復の秘策」（NHK総合）。司会の爆笑問題などがハウステンボスを訪れた際に、「近所に住んでいる 高田明」として登場。「ハウステンボスの澤田秀雄社長とよく御一緒する」と語った。
  - 7月7日：『日経スペシャル カンブリア宮殿』（テレビ東京）。「日本は思った以上に"宝の山"SP」日本にある「売り物」を徹底的に調査し、新しい日本の可能性を探る特別企画[54]。
  - 12月：『東北発未来塾』（NHK Eテレ）
  - 「プレゼンのチカラ」というテーマで、1ヶ月にわたって講師を担当。
- 2017年（平成29年）
  - 4月21日（20日深夜）：『ゴロウ・デラックス』（TBS）。ジャパネットたかたを年商1500億円の大企業へ成長させたエピソードについて語った。
  - 10月8日『Jリーグラボ』（BSスカパー!）。「V・ファーレン長崎社長」という立場でゲスト出演。
- 2018年
  - 11月11日（10日深夜）：『FOOT×BRAIN』（テレビ東京）。「V・ファーレン長崎社長」という立場でゲスト出演。同クラブがJ1リーグ残留争いの渦中にある状況での出演だったが、放送の翌週にJ2リーグへの降格が決まった。
- 2019年
  - 12月19日：『日経スペシャル カンブリア宮殿』（テレビ東京）。「元気すぎる創業者スペシャル 引退からの挑戦!なぜ奇跡は起きたのか」に、「破綻寸前のサッカーチーム（V・ファーレン長崎）を復活させたジャパネットたかた創業者」としてゲスト出演。V・ファーレンはこの年にJ2リーグを12位で終えたものの、ルヴァンカップでプレーオフステージ、天皇杯で準決勝に進出するなど、高田の下でクラブ史上初めての快挙を相次いで成し遂げた[55]。
- 2020年
  - 1月22日：『クローズアップ現代+』（NHK総合テレビ）。「あなたの仕事が変わる! “超プレゼン術” の極意」というテーマで、「通販会社創業者 高田明」としてゲスト出演。当初は1月8日に放送する予定だったが、イランによる在イラク米軍基地攻撃が同日に発生したことを受けて、「中東緊迫 どうなる今後」という特集に急遽差し替えたため放送を延期した。
  - 7月31日：『ワールドビジネスサテライト』（テレビ東京）。「コロナに思う」（経営者や各界の有識者が1人で語る事前収録のテレビコラム）の第51回に、「伝え方の極意」というテーマで出演。
- 2021年
  - 10月21日:『日経スペシャル カンブリア宮殿』（テレビ東京）。「カリスマからの承継　ジャパネット2代目の大改革」（旭人が社長を引き継いだ後のジャパネットたかたに焦点を当てた特集）のインタビューでVTR出演。旭人が「改革」の第1弾として「ジャパネットチャレンジデー」（特定の1アイテムだけを終日大量に販売するイベント）の開催を打ち出した際に最後まで反対したことなどを打ち明けた一方で、自身の社長時代（2006年）に出演した際のVTRが旭人と比較するための資料映像として使われた[56]。

### ラジオ番組

#### 過去に出演した放送局制作の番組
※ ジャパネットたかた制作分以外で出演した番組を記載
- ラジオのちから（2010年、2012 - 2016年）
  - 毎年12月の第1（または第2）土曜日に複数の民放AMラジオ局が同時（または時差）ネットを実施する特別番組で、ジャパネットたかた社長時代の2014年までは26局、社長退任後の2015年からは47局ネットで放送。社長時代には、ラジオショッピングパートで一部商品の紹介も担当した。

2016年
- 3月6日『春のラジオ番組試し聞き〜いいとこ集めました〜』（NHKラジオ第1）[57]
- 3月19日『春のラジオ番組試し聞き〜いいとこ集めました〜「第2弾」』（NHKラジオ第1）
  - NHKラジオのラジオリスナーを増やすキャンペーンの一環でNHKのほか民放も含めたラジオ番組を紹介[58]。

2017年
- 『辻井いつ子の今日の風、なに色?』（TBSラジオ）11月5日[59]・12日・19日・26日[60]

### CM・PR企画
※ ジャパネットたかた制作分および、V・ファーレン長崎関連以外のCMやPR企画を記載。
- さだまさし アルバム「風の軌跡」（2015年） ※さだ本人も出演[61]。
- NHKネットラジオ らじる★らじるPR - 高田さん×らじるCM[62]
- 九十九島パールシーリゾート（2016年）[63]

## その他の活動
- 長岡青年会議所が2015年9月29日に主催した講演会で講演した[64]。
- 長崎県警察本部の依頼で、2018年に交通安全を呼び掛けるナレーションを録音した[65]。
- 2019年、母校の大阪経済大学に寄付講座を開設した[66]。
- ジャパネットたかたの経営から退いてからは、長崎県で生まれ育ったことを背景に護憲や日本政府による核兵器禁止条約への署名などを主張している。

## 声
前述のように甲高く、「ソニー」を平板型で発音する（本来は頭高型）ような無アクセントの長崎県北部本土方言訛りの語り口が日本ではよく知られている。
一方で甲高い声で話すのはテレビショッピングに出演したときのみであり、それ以外の場面では低い声で話しているため普段の高田の声に驚かれる事がある。
2007年には、テレビ画面内の高田に反応して駆け寄るイヌの動画がインターネットで話題となった。これについて日本音響研究所が調査したところ、高田の声にはイヌにとって聞き取りやすい周波数が含まれており、バウリンガルを用いた鳴き声の分析でも、高田は友達と思われたのではないかとの結果が出ている。なお、このことを知った高田は飼い主にお礼の手紙を送り、イヌにはルイ・ヴィトンの首輪を贈ったという。
歌唱力も高く、商品がカラオケの際にはワンコーラスを歌ってみせ、何度も高得点を叩き出している。特に2016年1月15日の30時間生放送では、高田にとって社長職最後の実演販売商品「パーソナルカラオケ」で社員たちに見守られる中、「北国の春」「高校三年生」を歌い、99点を叩き出した。
高田の独特な声や語り口は、ビューティーこくぶ、肥後克広、栗田貫一、鈴木武蔵など、数々のものまねタレントの十八番ネタとなっている。ジャパネットたかたでも、2009年1月から同年3月まで放送していたテレビCMで、高田とこくぶを共演させていた。
V・ファーレン長崎の社長に就任した後は、試合会場を訪れてサポーターたちと交流するほか試合の告知CMにも頻繁に登場しているが、その際に「J1」を「ゼイワン」、「V・ファーレン」を「ビハーレン」など強い訛りで発音するため、チームや関係者からたびたびネタにされている。特に同チームが2018年のJ1昇格を決めた際には、チームの公式サイトも「ゼイワン」表記を使用しメディアなどでも話題になった。

## 賞罰
- 第34回企業広報賞（企業広報経営者賞），一般財団法人経済広報センター，2018年8月2日[75][76]。
- 第7回全広連日本宣伝賞（正力賞），公益社団法人全日本広告連盟，2019年5月16日[77][78]。

## 著書
- 『賢人の習慣術 小さな変化で差はつく！一日24時間を最高効率で過ごせ！』（著者:宗次德二 築山節 高田明 和田裕美 小池龍之介）（2012年6月27日、幻冬舎）ISBN 9784344902503
- 『賢人のビジネスリーダー力』（著者:星野佳路 高田明 高原豪久 加藤智治 佐々木常夫）（2012年7月12日、幻冬舎）ISBN 9784344902534
- 『伝えることから始めよう』（2017年1月13日、東洋経済新報社）ISBN 9784492045909。全国書誌番号:22843653
- 『90秒にかけた男』（2017年11月13日、日本経済新聞出版社 日経プレミアシリーズ 361巻）〈聞き手:木ノ内敏久〉ISBN 9784532263614。全国書誌番号:22982338
- 『まかせる力』（共著:新将命）（2018年2月6日、SBクリエイティブ SB新書 424巻）ISBN 9784797393729。全国書誌番号:23014118
- 『髙田明と読む世阿弥:昨日の自分を超えていく』（監修:増田正造）（2018年3月27日、日経BP社）ISBN 9784822258979。全国書誌番号:23044181